# 権門
権門（けんもん）とは、古代末期から中世の日本において、社会的な特権を有した権勢のある門閥・家柄・集団を指す言葉。類似した意味を持つ勢家（せいか/せいけ）と組み合わせ、権門勢家とも称された。
「権門」と「勢家」はともに中国の古典に記された故事に由来する語で、平安時代初め頃から使われるようになる。902年（延喜2年）3月13日付太政官符（すなわち『延喜の荘園整理令』）には、「権門」「多勢之家（勢家）」などの語がすでに見られ、諸院諸宮王臣家あるいは五位以上の貴族の意味で用いられていたことがわかる。
摂関政治の時代に入ると、地方の在地領主が国司の介入を排除するため、権門に土地を荘園として寄進して不輸権・不入権を獲得するようになった（荘園領主）。特に藤原北家でも摂関の地位を占める可能性のある一族に寄進が集中して格差が拡大し、それ以外の貴族が「寒門」として没落するようになった。当時の政治は権門によって運営されていたため、荘園整理などの権門抑制策には消極的だったが、政治的権威の基盤である太政官 - 国衙の支配体制の崩壊も望まれるところではなく、官物率法の導入などによってその最低限の維持政策は取られ続けていた。
院政の時代に入ると、藤原北家への権力の集中にかげりが見え始め、それと平行して治天の君（皇室の家督）、興福寺や延暦寺などの大寺社勢力、そして桓武平家、清和源氏に代表される武士団を背景とした新しい武家勢力の棟梁などが、新たな権門として浮上するようになる。これらはしばらくの間、互いを牽制するかたちで並列的に存在したが、やがて平安時代末期の源平合戦の動乱から鎌倉幕府の成立を経て、いわゆる「荘園公領制」の時代に入ると、「権門体制」と呼ばれる新秩序が確立されたと考えられている。